# María Antonia Bolívar Palacios
María Antonia Bolívar Palacios (Caracas, Venezuela, 1 de noviembre de 1777 – Caracas, 7 de octubre de 1842) fue una hacendada venezolana y miembro de la Familia Palacios.

## Biografía

### Infancia y vida familiar
Su padre murió en 1786. Su madre tuvo que hacerse cargo de la crianza de ella y de sus tres hermanos (Juan Vicente, Juana y Simón). En 1792 murió María de la Concepción y los niños quedaron a cargo del abuelo materno Feliciano Palacios de Aguijare y Arrizaría-Sojo y Gil de Arriara, pero María Antonia, que estaba próxima a cumplir quince años de edad, contrajo matrimonio el 22 de octubre de ese mismo año, con su primo en tercer grado, hijo de su tía abuela María Petronila Palacios y Sojo, Pablo Clemente y Palacios, quien tenía 21 años. Su esposo era un hombre enfermizo con una ya incipiente demencia.
Fue en casa de María Antonia, donde el entonces adolescente Simón Bolívar se refugió el 23 de julio de 1795 cansado del carácter huraño de su tutor y tío Carlos Palacios. Pablo Clemente, tío político de Simón, solicitó a la Real Audiencia de Caracas que aprobara que el adolescente permaneciera en su casa, pero Carlos Palacios se negó a esta petición. María Antonia Bolívar alegó ante la Audiencia que había visto a su hermano «solo por las calles y paseos, a pie y a caballo, en junta con muchachos que no son de su clase». El 5 de agosto Simón es sacado por la fuerza de la casa de su hermana y restituido a la casa de su tutor.
En 1793 nació su primera hija Josefa Clemente Bolívar y, posteriormente, Pablo Secundino Clemente Bolívar (1795), Anacleto Clemente Bolívar (13 de julio de 1796), Valentina Clemente Bolívar (1801) Juana Teresa Clemente Bolívar (1802) y Concepción Clemente Boliviar (1805). A fines de octubre de 1803, Simón Bolívar, dolido por el reciente fallecimiento de su esposa, se va a Europa y se lleva con él a los niños Anacleto y Pablo Secundino y los inscribe en un colegio de Soreze, en Francia.

### Etapa independentista
En 1814, cuando cae la Segunda República de Venezuela huye hacia Curazao junto con su esposo y todos sus hijos (Anacleto y Pablo Secundino habían regresado de Francia en 1809). También la acompaña su hermana Juana Bolívar Palacios junto con sus hijos Jorge, Fernando y Benigna. Las dos hermanas y sus hijos son auxiliadas por el mercader sefardita Mordechay Ricardo. En 1816, estando aún en Curazao, se casa su hija Valentina con Gabriel Camacho. En 1817 sale hacia Cuba. En todos estos años, desde La Habana dirige cartas a la Real Audiencia de Caracas pidiendo el desembargo de sus bienes. Lo logra ese mismo año y en 1819 el propio Rey Fernando VII de España le concede una pensión. En 1820 sus hijos Anacleto y Valentina (ésta junto con su esposo) regresan a Caracas. El 19 de septiembre de 1821 fallece su esposo y poco después, María Antonia, acompañada por sus hijos Josefa y Pablo, viaja a Filadelfia donde visita a su sobrino Fernando Simón Bolívar Tinoco que cursa estudios en esa ciudad. Regresa a Caracas ese mismo año y se dedica a la administración de los bienes de la familia.

### Posición ante la Independencia
María Antonia Bolívar no fue partidaria de la Independencia. En 1813, mientras su hermano, en Trujillo, lanzaba el Decreto de Guerra a Muerte ella escondía y protegía a consumados realistas en su casa en Caracas. En 1814, cuando la capital estaba a punto de caer en manos realistas, Bolívar ordenó la evacuación de la ciudad. María Antonia se negaba a irse, pero su hermano la convenció de que al caer Caracas no tendrían clemencia con ella. Así fue que salió de Venezuela a Curazao, con sus hijos, y con su hermana Juana. En 1816, desde Curazao, le escribió una carta al rey de España donde le pedía que no la penalizara por llevar el apellido Bolívar porque ella seguía siendo fiel a la monarquía.
A pesar de esto, la relación entre Simón y María Antonia era cordial. Ambos mantuvieron estrecho contacto epistolar mientras aquel se encontraba dirigiendo la Guerra de Independencia del Perú.

## Fallecimiento
Después de la muerte del Libertador, María Antonia Bolívar se dedicó a la vida hogareña y a la administración de los bienes de la familia. También solicitó tenazmente al gobierno venezolano que se repatriaran los restos de Bolívar. Vivió sus últimos años en una casa de Hacienda, propiedad de la familia, ubicada en Macarao en las afueras de Caracas (hoy en ruinas). Murió el 7 de octubre de 1842, dos meses antes de que trajeran los restos de su ilustre hermano.
Le sobrevivieron sus seis hijos. Pablo Secundino, quien tuvo cuatro hijos naturales, un varón y tres mujeres. Una de ellas, Elena de Jesús Clemente se casó con Manuel Montufar, quien fue el introductor del telégrafo en Venezuela. Valentina y Gabriel Camacho tuvieron siete hijos, cuatro mujeres y tres varones. Uno de ellos, Juan Vicente Camacho Clemente, fue diplomático del gobierno peruano. Anacleto Clemente se había casado en 1821 con Rosa Rodríguez del Toro y no dejó descendencia. La causa de su muerte es desconocida. Juana se casó en 1817 y tuvo 6 hijos murió en 1860 mientras que su hermana Concepción a la edad de 18 años con José María Beltrán y Belgrano y tuvieron 8 hijos, se desconoce la fecha o causa de su muerte.

## Restos mortales
A fines de julio de 2010, y en el marco de la investigación llevada a cabo por el gobierno de Venezuela para determinar si los restos que están en el Panteón Nacional en Caracas son verdaderamente de Simón Bolívar, se procedió a la exhumación de los restos de María Antonia que se encuentran en la Catedral de Caracas para extraerles una pieza dental y comparar el ADN mitocondrial con el obtenido en los restos de Bolívar. Los resultados fueron dados a conocer a fines de julio de 2011 y se determinó que los restos en la cripta de la Catedral de Caracas corresponden a María Antonia Bolívar ya que su ADN mitocondrial coincide con el de su hermano. En la Catedral de Caracas también reposan los restos de los padres de Bolívar, de su otra hermana, Juana Nepomucena Bolívar, y su esposa María Teresa del Toro y Alayza.

## Varios
Fue María Antonia Bolívar la que acogió en su casa a la ya anciana Negra Matea, considerada la Primera Maestra del Libertador, y quien la acompañará durante su estadía en Curazao y Cuba. También, sin base comprobada se dice que el nieto de María Antonia, Miguel Simón Camacho, nacido en 1824, era realmente hijo natural de Simón Bolívar y lo criaron como si hubiera sido hijo de Valentina Clemente Bolívar y de su esposo Gabriel Camacho.
Hacia 1834 y ya con casi sesenta años de edad, María Antonia comenzó lo que a todos luces (sobre la base de los documentos de la época) fue una relación amorosa con un joven de unos veinte años de edad de nombre José Ignacio Padrón.

## Vida personal
María Antonia fue la primera hija del matrimonio formado por María de la Concepción Palacios y Blanco y Juan Vicente Bolívar y Ponte y, por lo tanto, hermana mayor de Simón Bolívar.